# Giovanni Beltrame
Pour les articles homonymes, voir Beltrame.
Giovanni Beltrame (Valeggio sul Mincio, 11 novembre 1824-Vérone, 8 avril 1906) est un missionnaire, explorateur et géographe italien.

## Biographie

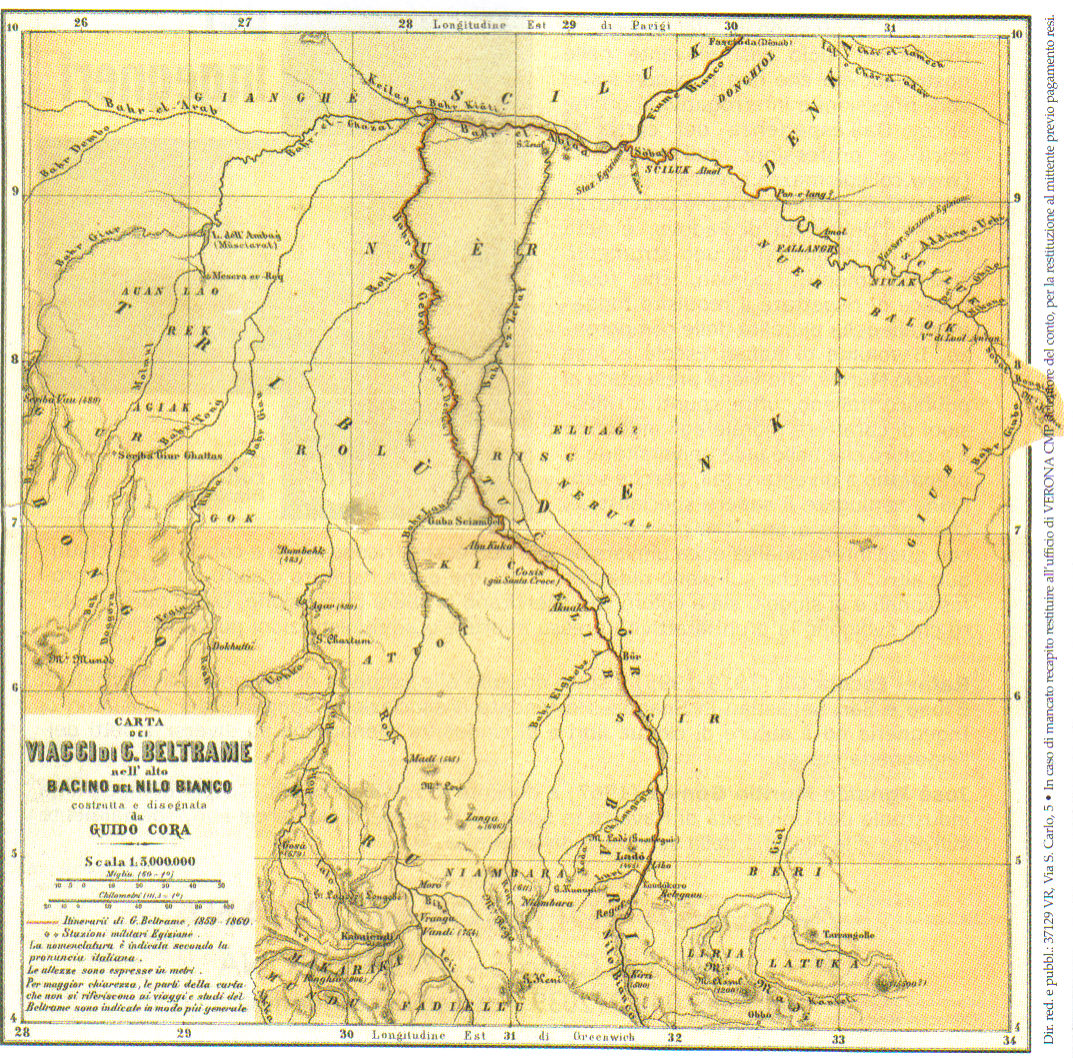
Parcours de don Beltrame en Afrique centrale.

Ordonné prêtre en 1849, il apprend l'arabe et se familiarise avec les techniques de soins infirmiers. En septembre 1853, il est envoyé par Nicola Mazza fonder une mission en Afrique centrale. Parti de Khartoum, il voyage alors sur le Nil Blanc de 1854 à 1858 et en rapporte de nombreuses études d'ethnographie.
De retour à Vérone le 8 mai 1862, il devient professeur d'histoire et géographie à l'École normale. Il est nommé en 1899 supérieur de l'Institut Mazza.

## Œuvres
- Grammatica della lingua denka, 1870
- Studio sulla lingua degli Akkà: grammatica e dizionario, 1877
- Il Sènnaar e lo Sciangàllah, 1879
- Grammatica e vocabolario della lingua denka, 1880
- Il fiume Bianco e i Denka, 1881
- In Nubia presso File, Siène, Elefantina, 1884
- In Palestina. L'ultimo mio viaggio, 1895